# Don Megowan
Don Megowan (Inglewood, 24 maggio 1922 – Panorama City, 26 giugno 1981) è stato un attore statunitense.

## Filmografia parziale

### Cinema
- Il principe coraggioso (Prince Valiant), regia di Henry Hathaway (1954)
- Le avventure di Davy Crockett (Davy Crockett: King of the Wild Frontier), regia di Norman Foster (1955)
- Il terrore sul mondo (The Creature Walks Among Us), regia di John Sherwood (1956)
- Il mostro della California (The Werewolf), regia di Fred F. Sears (1956)
- Le 22 spie dell'Unione (The Great Locomotive Chase), regia di Francis D. Lyon (1956)
- Il terrore dei mari, regia di Domenico Paolella (1961)
- The Creation of the Humanoids, regia di Wesley Barry (1962)
- Tarzan nella valle dell'oro (Tarzan and the Valley of Gold), regia di Robert Day (1966)
- La brigata del diavolo (The Devil's Brigade), regia di Andrew V. McLaglen (1968)
- Mezzogiorno e mezzo di fuoco (Blazing Saddles), regia di Mel Brooks (1974)

### Televisione
- Death Valley Days – serie TV, 9 episodi (1954-1970)
- The Star and the Story – serie TV, episodio 2x02 (1955)
- Cheyenne – serie TV, 6 episodi (1956-1961)
- Crossroads – serie TV, episodio 2x24 (1957)
- Cimarron City – serie TV, episodi 1x02-1x08 (1958)
- Have Gun - Will Travel – serie TV, 4 episodi (1958-1959)
- The Best of the Post – serie TV, episodio 1x05 (1960)
- Gunsmoke – serie TV, 9 episodi (1960-1975)
- The Americans – serie TV, episodio 1x07 (1961)
- Bus Stop – serie TV, episodio 1x17 (1962)
- The Beachcomber – serie TV, 36 episodi (1962)
- The Travels of Jaimie McPheeters – serie TV, episodio 1x08 (1963)
- A Man Called Shenandoah – serie TV, episodio 1x08 (1965)
- Branded – serie TV, episodio 1x16 (1965)
- L'ululato del lupo (Scream of the Wolf) – film TV (1974)